# Reprezentacja Argentyny U-20 w rugby union mężczyzn
Reprezentacja Argentyny U-20 w rugby union mężczyzn – juniorski zespół Argentyny w rugby union. Za jego funkcjonowanie odpowiedzialny jest Unión Argentina de Rugby, członek World Rugby oraz Sudamérica Rugby.
Został stworzony w celu uczestniczenia w organizowanych przez IRB turniejach – Junior World Championships i Junior World Rugby Trophy – zastępujących zlikwidowane mistrzostwa drużyn U-19 i U-21.

## Turnieje
| Rok  | Turniej | Miejsce | Źródło |
| ---- | ------- | ------- | ------ |
| 2008 | JWC     | 8.      |        |
| 2009 | JWC     | 11.     |        |
| 2010 | JWC     | 6.      |        |
| 2011 | JWC     | 9.      |        |
| 2012 | JWC     | 4.      |        |
| 2013 | JWC     | 6.      |        |
| 2014 | JWC     | 9.      |        |
| 2015 | JWC     | 9.      |        |
| 2016 | JWC     | 3.      |        |
| 2017 | JWC     | 11.     |        |
| 2018 | JWC     | 6.      |        |
| 2019 | JWC     | 4.      |        |